# Alfa Coronae Australis
Alpha Coronae Australis è la stella più brillante della costellazione della Corona Australis, unitamente alla stella  β Coronae Australis, di magnitudine apparente simile. È chiamata anche Alfecca Meridiana. Il nome “Alfecca” deriva dall'arabo an-na´ir al-fakkah, “la stella che brilla nel buco”, riferita al circolo di stelle che forma la corona. La parola Meridiana deriva dal latino e sembra riconducibile alla posizione della stella contrapposta (α Coronae Borealis), stella molto più brillante nella costellazione della Corona Boreale, con la quale può essere confusa a causa del nome molto simile.
Alpha Coronae Australis è una stella bianca della sequenza principale ed appartiene alla classe spettrale A2V con una magnitudine apparente +4,10. Dista circa 130 anni luce dalla Terra. Con una temperatura superficiale di circa 9100 K, la sua luminosità è 31 volte superiore a quella del Sole. Ha un'elevata velocità di rotazione di almeno 180 km/s. Considerando che il suo raggio è 2,3 volte maggiore del raggio solare, il periodo di rotazione è inferiore di 18 ore.
Come altre stelle bianche più famose come Fomalhaut (α Piscis Austrini) e Denebola (β Leonis), mostra un'emissione elevata nella radiazione infrarossa, il che sembra indicare la presenza di un disco di polveri orbitante intorno.
La stella è conosciuta anche col nome di “Sesta stella della tartaruga di fiume” in cinese.